# Parco nazionale della valle dello Mbéré
Il parco nazionale della valle dello Mbéré è un parco nazionale situato nel Camerun centro-orientale.

## Geografia
Il parco si trova nel dipartimento di Mbéré nella regione di Adamaoua. I confini occidentali e settentrionali sono formati dal corso del fiume Koudini. Quindi il confine settentrionale prosegue lungo il corso dei fiumi Bilao e Bassara. Il confine orientale del parco va dal Bassara allo Mbéré fino allo Ngou. Le cascate di Lanchrenon costituiscono il punto più sud-orientale. Il confine meridionale va dalla località di Bafouri, passando per Borgou, fino al confine del dipartimento di Mbéré. Da lì il confine occidentale risale fino al Koudini.

## Storia
Il parco è stato istituito il 4 febbraio 2004 secondo il decreto N°2004/0352/PM con i seguenti obiettivi:
- proteggere le riserve d'acqua per il Camerun meridionale e conservare i pittoreschi paesaggi della valle dello Mbéré;
- garantire la continuità e la portata del fiume Mbéré;
- promuovere lo sviluppo dell'ecoturismo al fine di contribuire a migliorare le condizioni di vita della popolazione locale;
- salvaguardare l'habitat di specie come l'ippopotamo, il bufalo cafro e la redunca montana[2].

Qualunque genere di attività umana che possa arrecare modifiche al parco deve ricevere prima l'approvazione ufficiale dopo una valutazione di impatto ambientale. Un piano di zonizzazione dovrebbe regolare i diritti della popolazione locale: nel piano è definita la creazione di una zona cuscinetto intorno al parco e l'attuazione di misure di accompagnamento volte a sostenere le attività socio-economiche dei residenti. Il ministero della Fauna selvatica ha anche istituito una sede amministrativa in prossimità del parco, mentre il ministero dell'Ambiente e delle Foreste è incaricato di far rispettare il decreto, che è stato registrato e pubblicato secondo la procedura d'urgenza.

## Flora e fauna

### Flora
La vegetazione del parco può essere descritta come un misto di steppa arbustiva, savana alberata e, nelle zone più elevate, foresta a galleria. Una specie particolarmente presente è l'albero Uapaca togoensis.

### Fauna
Oltre alla redunca montana occidentale (Redunca fulvorufula adamauae), nel parco si possono trovare il babbuino verde (Papio anubis), il sitatunga (Tragelaphus spekii), il cobo defassa (Kobus ellipsiprymnus defassa) e il tragelafo striato (Tragelaphus scriptus). Ogni tanto penetrano nel parco anche kob (Kobus kob) e antilopi roane (Hippotragus equinus).